# استیو آودی
استیو آودی (به انگلیسی: Steve Awodey) ریاضیدان و فیلسوف اهل آمریکا است. وی در دانشگاههای ماربورگ و شیکاگو ریاضیات و فلسفه خواند و با سرپرستی ساندرز مک لین در سال ۱۹۹۷ دانش آموخته دوره دکترای ریاضی شد. او در زمینه نظریه رده ها و منطق پژوهشگری فعال و نوشتارهای فراوانی در زمینه فلسفه ریاضیات به چاپ رسانده است. او یکی از بنیانگذاران نظریه گونه هموتوپی است.